# 10,000 Hours (пісня)
«10,000 Hours» (укр. 10000 Годин) — пісня американського кантрідуету «Dan + Shay» та канадського співака Джастіна Бібера. Він вийшов 4 жовтня 2019 року як сингл із майбутнього четвертого студійного альбому Dan + Shay. Написаний Деном Смаєрсом, Шейном Муні, Бібер, Poo Bear, Джорданом Рейнольдсом та Джессі Джо Діллоном, і самостійно спродюсований Смаєрсом. Пісня дебютувала на четвертій сходинці американського чарту Billboard Hot 100. Вона також побила рекорд чарту Billboard Streaming Songs, ставши зайнявши найвище місце серед несяткових кантріпісень в історії чарту, перевершивши результат пісня гурту «Cruise» Florida Georgia Line, яка піднялася до дев'ятої сходинки.

## Відгуки критиків
Billboard в огляді пісні назвав цей трек «середньотемповим».

## Просування
29 вересня дует почав анонсувати у соцмережах випуск треку 4 жовтня. 2 жовтня вони повідомили про співпрацю з Джастіном Бібером.

## Комерційна успішність
«10,000 Hours» дебютував на четвертій сходинці американського чарту Billboard Hot 100. За перший тиждень трек 33,3 мільйони потокових відтворень і став найуспішнішою кантріпіснею за версією чарту Streaming Songs. Також за перший тиждень було продано 53.000 завантажень пісні, і вона очолила чарт Hot Country Songs. За другий тиждень було продано ще 17.000 копій пісні.

## Автори та персонал
Інформацію про авторів та персонал отримано з Tidal.
- Ден Смаєрс[en] — вокал, автор пісні, продюсер, акустична гітара, електрогітара, программінг, інженіринг запису, синтезатор
- Шей Муні[en] — вокал, автор пісні
- Джастін Бібер — вокал, автор пісні
- Джейсон Бойд[en] — автор пісні
- Джордан Рейнольдс — автор пісні, акустична гітара, бассгітара, електрогітара, фортепіано, программінг, синтезатор
- Джессі Джо Діллон — автор пісні
- Еббі Смаєрс — беквокал
- Браян Саттон — акустична гітара, резонаторна гітара
- Джефф Болдінг — інжиніринг
- Джош Гудвін — додатковий інжиніринг, вокальне продюсування
- Джош Дітті — додатковий інжиніринг
- Ендрю Мендельсон — мастерінг
- Джефф Джуліано — зведення

## Чарти
| Чарт (2019)                               | Найвища позиція |
| ----------------------------------------- | --------------- |
| Австралія (ARIA)                          | 4               |
| Австрія (Ö3 Austria Top 75)               | 18              |
| Бельгія (Ultratop Flanders)               | 32              |
| Канада (Canadian Hot 100)                 | 2               |
| Чехія (Singles Digitál Top 100)           | 16              |
| Данія (Tracklisten)                       | 8               |
| Німеччина (Official German Charts)        | 47              |
| Угорщина (Single Top 40)                  | 10              |
| Угорщина (Stream Top 40)                  | 23              |
| Ірландія (IRMA)                           | 17              |
| Італія (FIMI)                             | 85              |
| Японія (Japan Hot 100)                    | 34              |
| Малайзія (RIM)                            | 7               |
| Нідерланди (Dutch Top 40)                 | 16              |
| Нідерланди (Mega Single Top 100)          | 24              |
| Нова Зеландія (Recorded Music NZ)         | 5               |
| Норвегія (VG-lista)                       | 9               |
| Португалія (AFP)                          | 55              |
| Шотландія (Official Charts Company)       | 12              |
| Сінгапур (RIAS)                           | 6               |
| Словаччина (Singles Digitál Top 100)      | 13              |
| Швеція (Sverigetopplistan)                | 13              |
| Швейцарія (Media Control AG)              | 21              |
| Велика Британія (Official Charts Company) | 19              |
| США (Billboard Hot 100)                   | 4               |
| США (Adult Top 40) (Billboard)            | 21              |
| США (Country Airplay) (Billboard)         | 20              |
| США (Hot Country Songs) (Billboard)       | 1               |
| США (Mainstream Top 40) (Billboard)       | 23              |

## Сертифікації
| Регіон | Сертифікація | Продажі |
| --- | ------------ | ------- |
| Канада (Music Canada) | Золотий      | 40 000  |
| *продажі, що базуються лише на сертифікаціях · ^відвантаження, що базуються лише на сертифікаціях · продажі+прослуховування, що базуються лише на сертифікаціях |              |         |

## Історія випуску
| Країна | Дата           | Формат                                    | Лейбл            | Прим.  |
| ------ | -------------- | ----------------------------------------- | ---------------- | ------ |
| Різні  | 4 жовтня 2019  | Цифрове завантаження Потокове відтворення | Warner Nashville | [ 8 ]  |
| США    | 21 жовтня 2019 | Hot adult contemporary                    | Warner Nashville | [ 39 ] |
| США    | 22 жовтня 2019 | Contemporary hit radio                    | Warner Nashville | [ 40 ] |